# Phenacoccus discadenatus
Phenacoccus discadenatus är en insektsart som beskrevs av Danzig 1978. Phenacoccus discadenatus ingår i släktet Phenacoccus och familjen ullsköldlöss. Inga underarter finns listade i Catalogue of Life.